# Hamilton D. Coleman

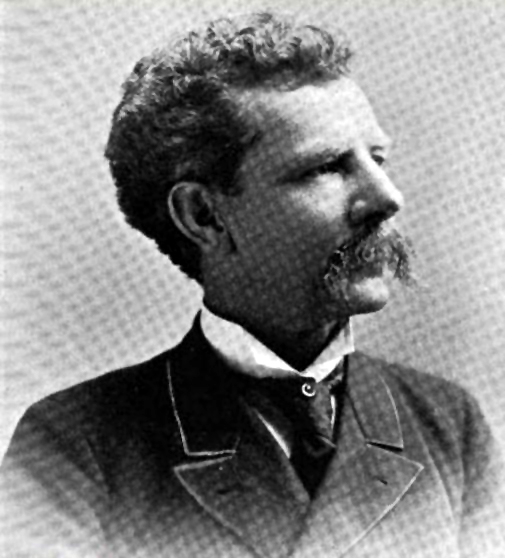
Hamilton D. Coleman

Hamilton Dudley Coleman (* 12. Mai 1845 in New Orleans, Louisiana; † 16. März 1926 in Biloxi, Mississippi) war ein US-amerikanischer Politiker. Zwischen 1889 und 1891 vertrat er den Bundesstaat Louisiana im US-Repräsentantenhaus.

## Leben
Hamilton Coleman besuchte sowohl private als auch öffentliche Schulen. Bei Ausbruch des Bürgerkrieges trat er 1861 in das Heer der Konföderierten Staaten ein. Er blieb bis Kriegsende Soldat und war im April 1865 bei der Kapitulation von General Robert E. Lee anwesend. Nach seiner Rückkehr nach New Orleans begann er mit Ausrüstungsmaterial für Farmen und Plantagen zu handeln. Im Jahr 1880 war er Mitbegründer der ersten Stromfirma in New Orleans. Zunächst wurde er Vizepräsident und dann Präsident dieses Unternehmens. In den Jahren 1884 und 1885 war er an der Organisation der Weltausstellung in New Orleans (World’s Industrial and Cotton Exposition) beteiligt.
Politisch wurde Coleman Mitglied der Republikanischen Partei. 1884 wurde er in den Staatsvorstand dieser Partei gewählt. In den Jahren 1887 und 1888 war Coleman Präsident der Handelskammer von New Orleans. Außerdem fungierte er zu dieser Zeit als Vizepräsident der nationalen Handelskommission (National Board of Trade) und der Handelskommission von New Orleans.
Bei den Kongresswahlen des Jahres 1888 wurde Coleman im zweiten Wahlbezirk von Louisiana in das US-Repräsentantenhaus in Washington, D.C. gewählt. Dort trat er am 4. März 1889 die Nachfolge von Matthew D. Lagan von der Demokratischen Partei an. Da er bei den Wahlen von 1890 gegen Lagan verlor, konnte er bis zum 3. März 1891 nur eine Legislaturperiode im Kongress absolvieren. Im Jahr 1894 bewarb er sich erfolglos um die Rückkehr in das US-Repräsentantenhaus. Bereits 1890 scheiterte eine Kandidatur für das Amt des Gouverneurs von Louisiana ebenso wie sein Versuch, im Jahr 1892 zum Vizegouverneur gewählt zu werden. Zwischen 1899 und 1905 arbeitete Hamilton Coleman für die United States Mint in New Orleans. Danach war er bis 1912 Mitglied der Bundeseichkommission (Assay Commission). In der Folge hat er keine weiteren öffentlichen Ämter mehr bekleidet. Er starb am 16. März 1926 in Biloxi (Mississippi) und wurde in New Orleans beigesetzt.